# Waschhaus (Montigny-lès-Vaucouleurs)

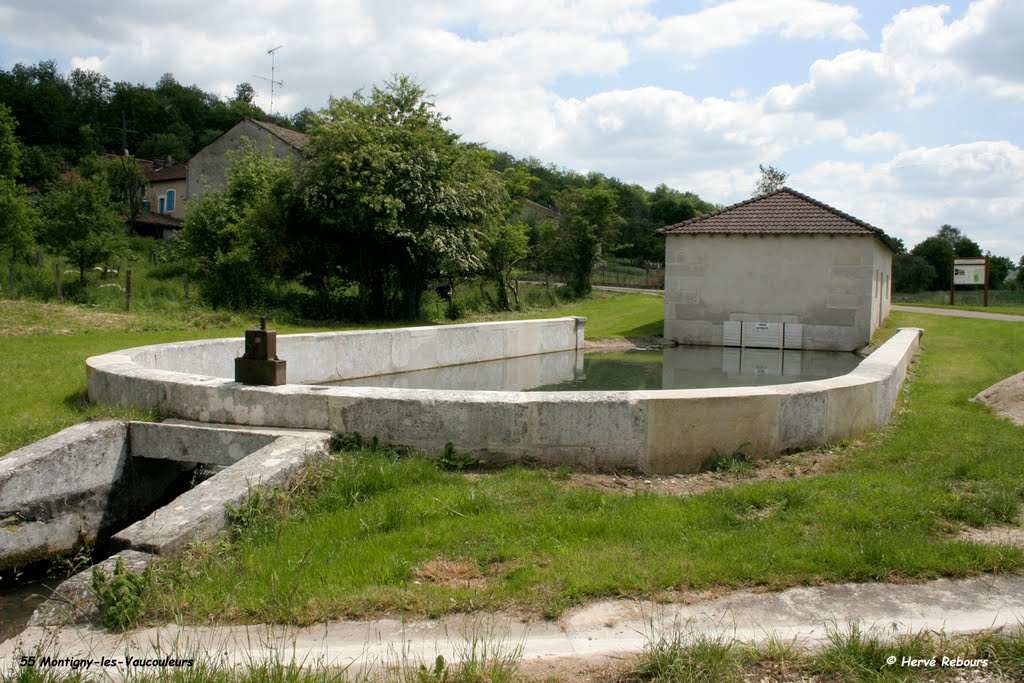
Waschhaus in Montigny-lès-Vaucouleurs

Das Waschhaus (französisch lavoir) in Montigny-lès-Vaucouleurs, einer französischen Gemeinde im Département Meuse in der Region Grand Est, wurde 1826 errichtet. 
Das öffentliche Waschhaus aus verputztem Bruchsteinmauerwerk mit Eckquaderung und Walmdach, das vom Bach Nicole mit Wasser versorgt wird, wurde nach Plänen des Architekten Lerouge erbaut. 
Das Außenbecken diente als Pferdetränke.